# Lasiurus varius
Lasiurus varius är en fladdermus i familjen läderlappar som förekommer i Sydamerika. Populationen listades i olika avhandlingar som synonym till Lasiurus borealis eller Lasiurus blossevillii.

## Utseende
Djuret har 39,9 till 42,1 mm långa underarmar. Den röda pälsen är särskilt lång på ovansidan och den har ljusa hårspetsar vad som liknar frost. Hos Lasiurus varius förekommer små avrunda öron som är svarta och inte sammanlänkade med varandra. Svansflyghuden är delvis täckt av långa hår. Kroppslängden (huvud och bål) är 55 till 61 mm, svansen är 44 till 58 mm lång och vikten ligger mellan 7 och 13 g. Det finns 6 till 10 mm långa bakfötter och 9 till 14 mm stora öron. Artens 32 tänder fördelar sig efter tandformeln I 1/3, C 1/1, P 2/2, M 3/3.

## Utbredning
Arten förekommer i Chile (förutom ¼ del i norr) och i angränsande områden av Argentina fram till Eldslandet. Habitatet varierar mellan fuktiga städsegröna skogar, lövfällande skogar, buskskogar, trädodlingar och trädgårdar.

## Ekologi
Individerna jagar insekter. De vilar i trädens håligheter och sällan i bergssprickor. Hannar med aktiva könsdelar registrerades under våren (augusti till september på södra jordklotet). Honor föder vanligen tvillingar. Populationer som lever i södra delar av utbredningsområdet vandrar före vintern till varmare trakter. Lätet som används för ekolokaliseringen är cirka 7 millisekunder lång och mellan två skrik ligger i genomsnitt 215 millisekunder. Lätet börjar ungefär vid 52 kHz och slutar vid 33 kHz. Exemplaren vilar vanligen ensam eller sällan i grupper med upp till fyra medlemmar.

## Hot
För Lasiurus varius är inga hot kända. Den listas av IUCN som livskraftig (LC).